# غارث جوي
غارث جوي هو لاعب هوكي الجليد كندي، ولد في 3 أغسطس 1968.

## وصلات خارجية
- غارث جوي على موقع دوري الهوكي الوطني (الإنجليزية)
- غارث جوي على موقع EliteProspects.com (الإنجليزية)
- غارث جوي على موقع HockeyDB.com (الإنجليزية)